# ZR-1 USS Shenandoah
Lo ZR-1 Shenandoah è stato un dirigibile rigido della US Navy, la Marina degli Stati Uniti, varato nel 1922 ma distrutto solo tre anni dopo in un incidente. era principalmente utilizzato per scopi militari

## Costruzione

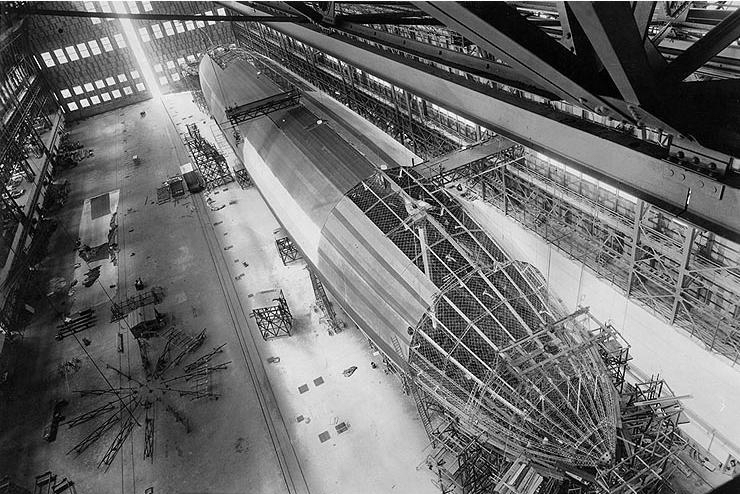
La mastodontica costruzione del dirigibile.

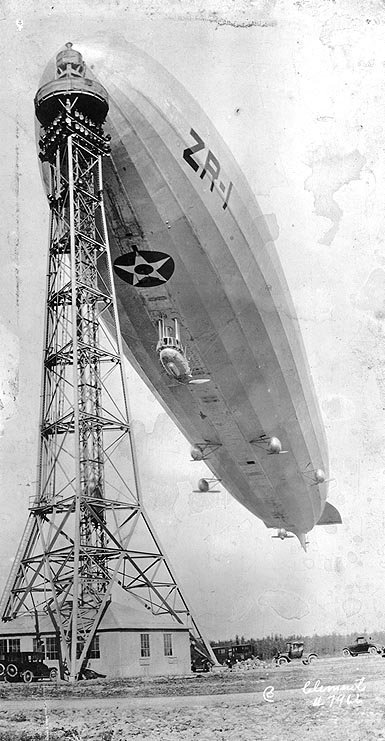
Il dirigibile ZR-1 USS Shenandoah mentre attracca su un pilone d'ormeggio, in America, grazie a un gancio posto sull'ogiva di prua.

Lo Shenandoah, era originariamente chiamato FA-1 (Fleet Airship, number one), ma è passato poi alla sigla a ZR-1. È stato assemblato a Lakehurst negli anni 1922-1923, nell'unico hangar grande abbastanza per accogliere l'aeronave. Le sue componenti erano state realizzate presso la Naval Aircraft Factory a Filadelfia. Lakehurst era servito come base per dirigibili della marina per qualche tempo, ma Shenandoah è stato il primo dirigibile rigido a far parte della flotta.
La progettazione si è basata sullo Zeppelin da bombardamento L-49 (matricola D-LZ 96), costruito nel 1917, al cui disegno sono però state apportate alcune modifiche. La struttura è stata infatti costruita da una lega di alluminio e rame, nota come duralluminio, mentre il rivestimento esterno (involucro) era di panno di cotone cucito. Esso era impermeabilizzato e rivestito con vernice contenente polvere di alluminio, per riflettere i raggi del sole.
Le sacche di gas, venti in tutto, sarebbero dovute essere riempite di idrogeno per sollevare molto peso. Poi, però, si vide che con l'incidente del dirigibile Roma, causato appunto da un incendio, l'equipaggio avrebbe corso seri rischi e si decise di sostituire l'idrogeno con elio. Si sarebbero riempite le sacche non del tutto, ma dell'85% per evitare danneggiamenti ad alta quota e con differente pressione atmosferica. Ogni sacca era controllata da valvole poste nella cabina di comando. Per questo si ritenne che lo Shenandoah fosse molto sicuro come velivolo.
Il dirigibile era alimentato da motori a otto cilindri Packard a benzina, della potenza di 300 CV (220 kW).
Il varo si tenne il 10 ottobre 1923, dopo un anno di assemblaggio. Seguì un volo di prova.

## Servizio

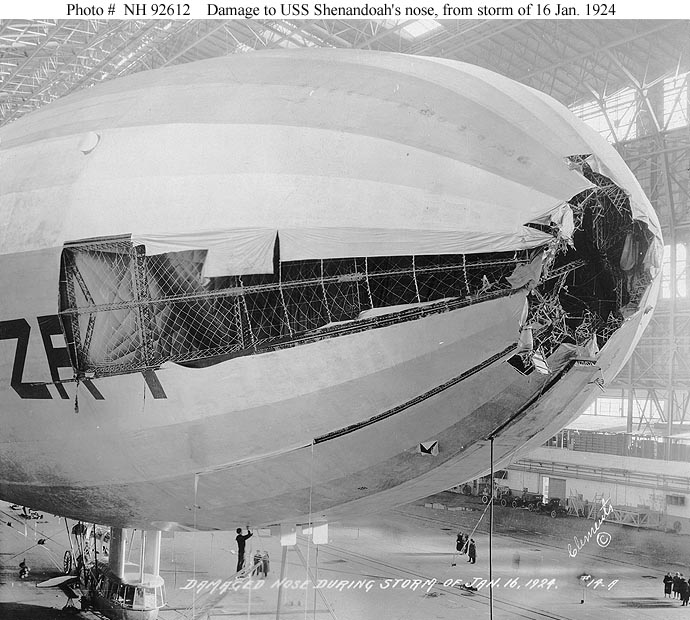
Lo Shenandoah subito dopo il danneggiamento dell'ogiva di prua.

Lo Shenandoah è stato progettato come ricognitore della flotta americana del tipo effettuato da tedeschi dirigibili navali nella prima guerra mondiale Nel 1923, all'aeronave vennero assegnati dei voli per testare la sua navigabilità in caso di pioggia, nebbia e scarsa visibilità (caratteristiche che sarebbero poi state la rovina dei dirigibili Akron e Macon). Il 27 ottobre, lo Shenandoah ha partecipato alle celebrazioni per la Giornata della Marina con un volo nei pressi di Lakehurst per poi passare a Washington e Baltimora, dove le folle si sono riunite per vedere il nuovo dirigibile.

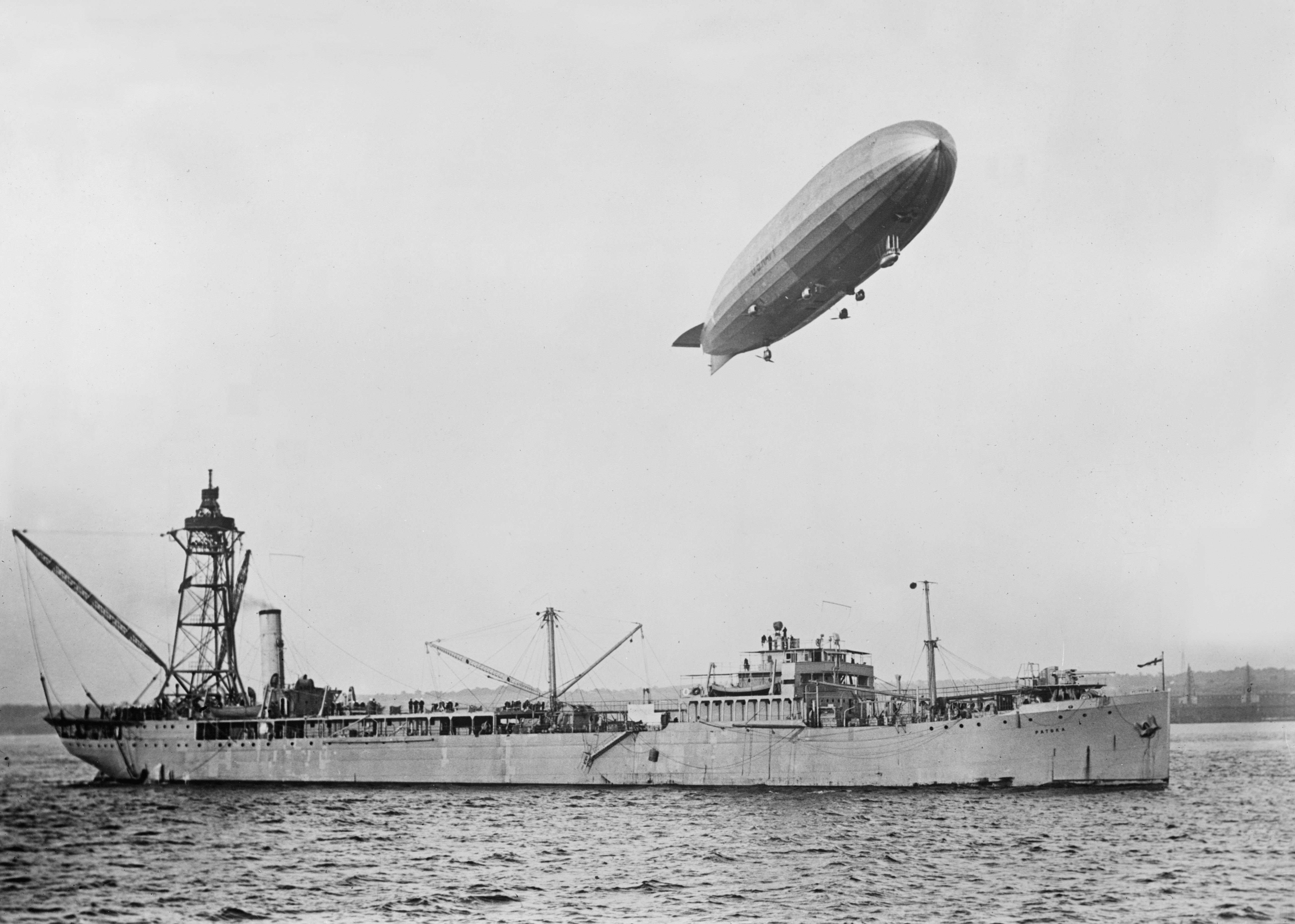
Lo Shenandoah vola sulla nave appoggio USS Patoka, 1924 circa.

L'ammiraglio William Moffett stava discutendo la possibilità di utilizzare Shenandoah per esplorare l'Artico per ottenere dati meteo preziosi, cosa più che possibile per un dirigibile così evoluto. L'idea venne approvata ma il 16 gennaio 1924 una delle quattro derive di coda dello Shenandoah si ruppe, strappando l'aeronave dal pilone d'ormeggio a cui rimase attaccata l'ogiva di prua. Il danneggiamento della parte anteriore comprese anche la rottura della prima sacca di gas e la foratura della seconda. Lo zeppelin, grazie a delle manovre apposite, è stato riportato a terra, per poi subire un periodo di riparazione completato nel mese di maggio. Il primo agosto lo Shenandoah è tornato a servire la flotta Scouting.
Seguirono numerose esercitazioni in cui il dirigibile si dimostrò sì un mezzo efficiente, ma necessitava di basi e supporti per completare il suo ruolo di ricognitore. Tale problema fu in parte risolto affiancando allo ZR-1 la nave-appoggio Patoka, servita anche per lo ZR-3 e lo ZRS-4.

## Incidente
Il 2 settembre 1925, lo Shenandoah partì per un volo promozionale nel Midwest che comprendeva il sorvolo di 40 città e fiere cittadine, oltre alla sperimentazione di un nuovo pilone d'ormeggio nei pressi del Michigan. Mentre passava attraverso una zona di turbolenze e temporali sull'Ohio nelle prime ore del mattino del 3 settembre, il dirigibile è stato catturato in una corrente ascensionale violenta che portò al di là dei limiti di pressione delle sacche di gas elio. È stato fatto a pezzi nella turbolenza e si è schiantato in più pezzi vicino a Caldwell, Ohio . 14 membri dell'equipaggio, compreso il suo comandante Zachary Lansdowne sono rimasti uccisi nella catastrofe, che ha travolto tutti i dirigibilisti in cabina di comando, a eccezione del tenente Anderson che scappò dalla gondola prima che si staccasse dall'involucro. Ci sono stati in totale 29 sopravvissuti, i quali sono atterrati assieme ai pezzi di dirigibile che si sparsero nella valle. Un certo numero di coloro che sono sopravvissuti a questa tragedia morirono però nell'incidente dell'USS Akron, nel quale si contarono solo due superstiti e un numero altissimo di vittime.

## Altri dirigibili USA
Lo Shenandoah, naturalmente, non fu l'unico dirigibile usato dalla Marina degli Stati Uniti. Tra le aeronavi più famose (escludendo dunque i moltissimi esperimenti e gli antisommergibili prodotti durante la seconda guerra mondiale), si può presentare la seguente lista di velivoli:

### Dirigibili rigidi
- ZMC-2, rigido rivestito in metallo, demolito nel 1940.
- ZR-1 USS Shenandoah 1923-1925
- ZR-2/R38 1921 (perso a causa di mancata resistenza strutturale)
- ZR-3 USS Los Angeles 1924-1939 (dismesso nel 1932 e smantellato nel 1940)
- ZRS-4 USS Akron portaerei 1931-1933 (perso in una tempesta nel 1933)
- ZRS-5 USS Macon portaerei 1933-1935 (perso a causa di cedimenti strutturali)

### Dirigibili semirigidi
Nel 1925 gli Stati Uniti si interessarono all'acquisto delle nuove e maneggevoli aeronavi del generale Umberto Nobile, che costruì il T-34 Roma soddisfacendo inizialmente la Marina, anche se poi la sua fragilità e l'idrogeno che lo faceva volare si rivelarono fatali in un terribile incidente .

### Dirigibili flosci
Dopo i cedimenti strutturali di quasi tutte le sue aeronavi, la Marina Americana ordinò solo dirigibili flosci in modo da non essere vulnerabile durante tempeste o situazioni critiche. Alcuni di questi dirigibili furono utilizzati durante la seconda guerra mondiale e negli anni quaranta come antisommergibili: un apparecchio S.O.N.A.R. veniva calato in acqua e l'equipaggio, nella gondola, ne seguiva le tracce audio.

## Commemorazione
Sono stati eretti diversi monumenti nelle vicinanze del luogo dell'incidente. Altri memoriali si trovano a Moffett Field (Moffett Federal Airfield), in California, e in un piccolo museo privato in Ohio. Inoltre, numerose scuole medie ed elementari prendono oggi il nome Shenandoah nei pressi del luogo del disastro come commemorazione del tragico incidente e di tutte le sue vittime. Una squadra sportiva locale ha persino preso il nome The Zeps in ricordo dell'aeronave.